# Siphona cristata
Siphona cristata är en tvåvingeart som först beskrevs av Fabricius 1805.  Siphona cristata ingår i släktet Siphona och familjen parasitflugor. Arten är reproducerande i Sverige. Inga underarter finns listade i Catalogue of Life.